# Semiothisa bejucoaria
Semiothisa bejucoaria là một loài bướm đêm trong họ Geometridae.